# HD 28678
HD 28678 — звезда в созвездии Тельца на расстоянии около 740 световых лет от нас. Вокруг звезды обращается, как минимум, одна планета.

## Характеристики
HD 28678 — звезда 8,54 звёздной величины; впервые в астрономической литературе упоминается в каталоге Генри Дрейпера, изданном в начале XX века. Она является оранжевым субгигантом с массой 1,74 и радиусом 6,2 солнечных соответственно. Светимость звезды превосходит солнечную в 22,9 раз. Возраст HD 28678 оценивается приблизительно в 1,8 миллиарда лет.

## Планетная система
В 2011 году группой астрономов, работающих с данными, полученными в обсерватории Кека, было объявлено об открытии планеты HD 28678 b в системе. Это газовый гигант с массой 1,7 массы Юпитера. Планета обращается на расстоянии 1,24 а.е. от родительской звезды. Год на ней длится 387 суток. Открытие HD 28678 b было совершено методом Доплера.